# Gololcha (rivière)
Gololcha est une rivière de l'est de l'Éthiopie.